# Sara Carnicelli
Sara Carnicelli (31 de octubre de 1994) es una atleta italiana que representa a la Ciudad del Vaticano, especialista en carreras de media y larga distancia.

## Carrera deportiva
Carnicelli comenzó a competir en 2010 como atleta juvenil.
En 2022, Carnicelli compitió representando a la Ciudad del Vaticano, junto a su compatriota Emiliano Morbidelli, en el Campeonato de los Pequeños Estados de Europa de 2022, en la prueba de 5000 m. Terminó tercera, recibiendo una medalla de bronce honorífica ya que participó "fuera de concurso". Posteriormente participó en los Juegos Mediterráneos de 2022, una vez más compitiendo "fuera de concurso", y finalizando en noveno lugar.
Carnicelli es elegible para competir por la Ciudad del Vaticano porque su madre trabaja allí como administrativa y porque es hija de Giancarlo Carnicelli, un funcionario del Vaticano.

## Palmarés internacional
| Representando a Ciudad del Vaticano          |               |                   |        |
| Campeonato de los Pequeños Estados de Europa |               |                   |        |
| Año                                          | Lugar         | Medalla           | Prueba |
| 2022                                         | Marsa (Malta) | Medalla de bronce | 5000 m |